# Trzebina (Lubrza)
Trzebina (deutsch: Kunzendorf) ist ein Ort in der Landgemeinde Lubrza im Powiat Prudnicki der Woiwodschaft Opole in Polen.

## Geographie
Das Straßendorf Trzebina liegt etwa sieben Kilometer südwestlich von Lubrza, fünf Kilometer südöstlich von Prudnik und 54 Kilometer südwestlich von Opole (Oppeln) in der Nizina Śląska (Schlesische Tiefebene) am Kunzendorfer Wasser (Trzebiniecki potok). Südöstlich des Ortes verläuft die Grenze zu Tschechien.
Nachbarorte von Trzebina sind im Nordwesten Prudnik (Neustadt O.S.), im Nordosten Jasiona (Jassen) und im Süden Vysoká ve Slezsku (Waissak).

## Geschichte

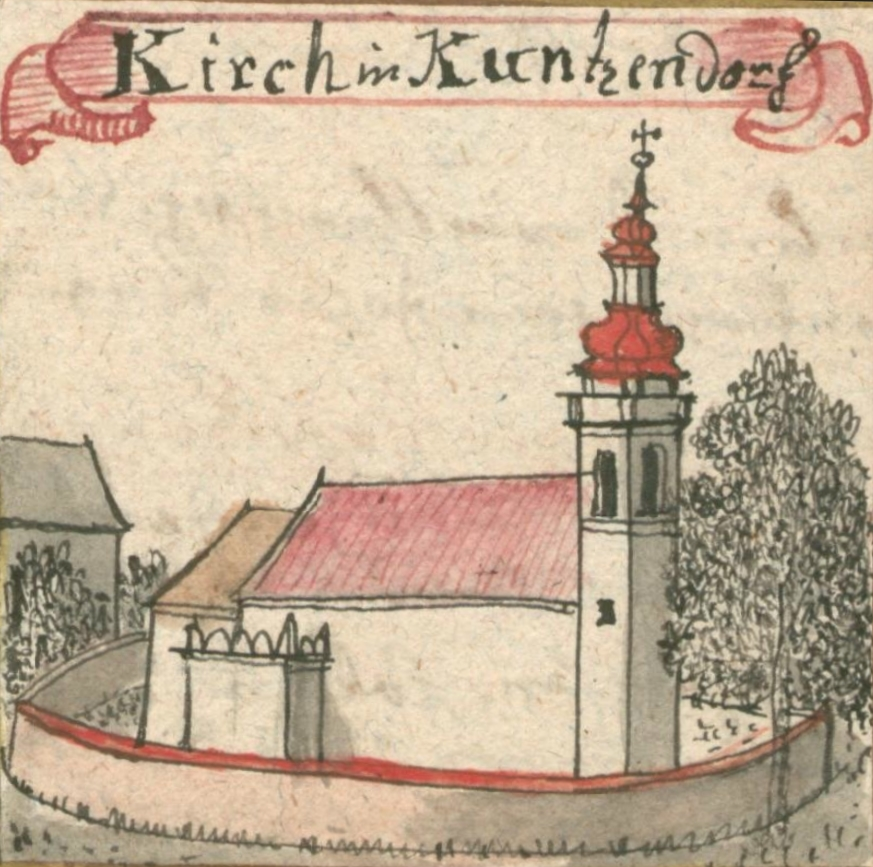
Kirche in Kunzendorf – Zeichnung aus der Mitte des 18. Jahrhunderts

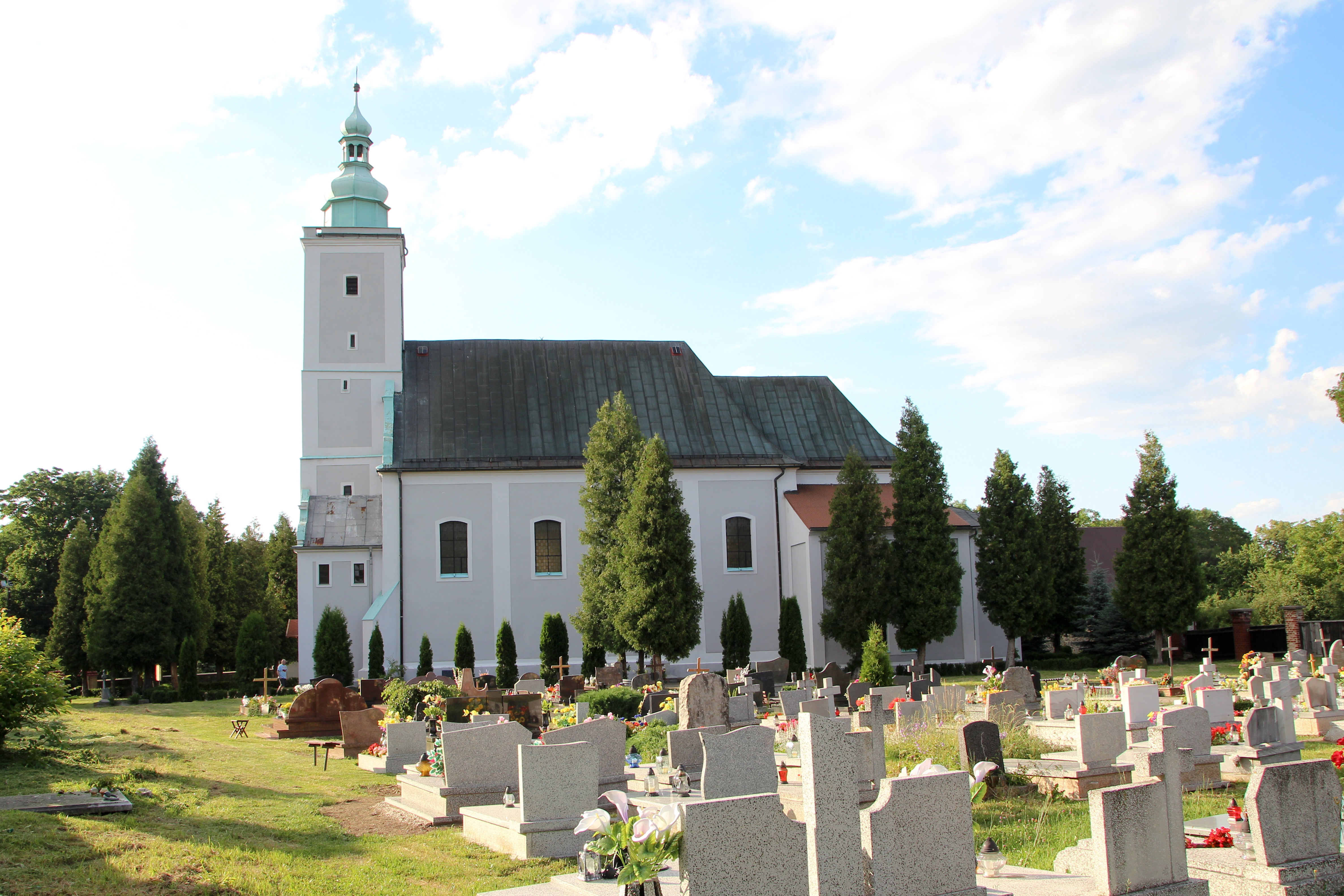
Mariä-Himmelfahrt-Kirche

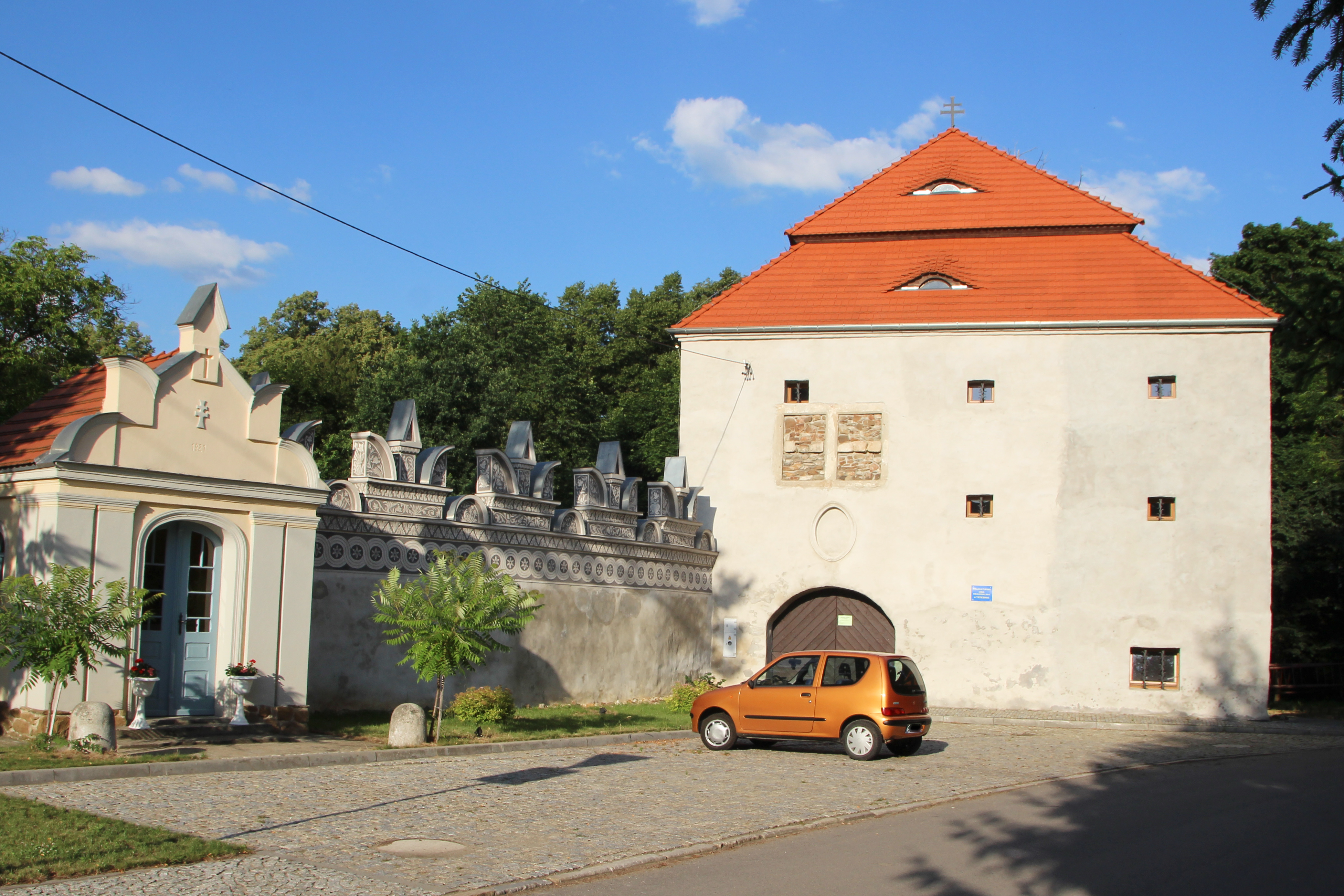
Schloss Kunzendorf

Erstmals erwähnt wurde der Ort im Jahr 1362 als Kunczendorf. 1370 wurde das Dorf nach deutschem Recht ausgesetzt. 1385 wurde erstmals eine Kirche im Ort erwähnt. 1541 erhielt der Ort Marktrecht.
Nach dem Ersten Schlesischen Krieg 1742 gelangte Kunzendorf mit dem größten Teil Schlesiens an Preußen.
1812 erhielt Gebhard Leberecht von Blücher Kunzendorf als Geschenk und lebte kurze Zeit hier. Nach der Neuorganisation der Provinz Schlesien gehörte die Landgemeinde Kunzendorf ab 1816 zum Landkreis Neustadt O.S. im Regierungsbezirk Oppeln. 1874 wurde der Amtsbezirk Kunzendorf gegründet, welcher aus den Landgemeinden Jassen und Kunzendorf und dem Gutsbezirk Kunzendorf bestand. 1885 zählte Kunzendorf 1411 Einwohner.
1933 lebten in Kunzendorf 1367 sowie 1939 1371 Menschen. Bis 1945 befand sich der Ort im Landkreis Neustadt O.S.
1945 kam der bisher deutsche Ort unter polnische Verwaltung und wurde in Trzebina umbenannt und der Woiwodschaft Schlesien angeschlossen. Die deutsche Bevölkerung wurde vertrieben. 1950 kam der Ort zur Woiwodschaft Oppeln. 1999 kam der Ort zum Powiat Prudnicki.

## Sehenswürdigkeiten
- Die Römisch-katholische Kirche|Römisch-katholische Kirche Mariä Himmelfahrt (Kościół Wniebowzięcia Najświętszej Maryi Panny) wurde 1385 erstmals erwähnt. Der heutige Bau stammt aus dem 17. Jahrhundert. 1726–1727 wurde sie im Stil des Barock umgebaut. An der Nordseite befindet sich der Glockenturm auf quadratischem Grundriss. Umgeben ist die Kirche von einer Feldsteinmauer.[6] Seit 1958 steht die Kirche unter Denkmalschutz.[7]
- Das Schloss Kunzendorf unterhalb der Kirche entstand im Renaissancestil. Von 1812 bis 1817 gehörte es dem Generalfeldmarschall Gebhard Leberecht von Blücher. Das Schloss wurde bei Kriegsende 1945 zerstört. Erhalten haben sich die Außenmauern des Gebäudes.